# Yves Tanguy (peintre)
Pour les articles homonymes, voir Yves Tanguy.
Raymond Georges Yves Tanguy, né le 5 janvier 1900 à Paris et mort le 15 janvier 1955 à Woodbury (Connecticut, États-Unis), est un peintre et dessinateur surréaliste français, naturalisé américain.

## Biographie
Le père et la mère d'Yves Tanguy sont d'origine bretonne. Il naît au ministère de la Marine, place de la Concorde à Paris, où son père, adjudant-surveillant, dispose d'un logement de fonction. Yves Tanguy travaille d'ailleurs durant deux ans comme matelot de la marine marchande.
Il effectue son service militaire dans l'infanterie à Lunéville, où il fait la connaissance de Jacques Prévert son voisin de chambrée. Il est sensibilisé à la peinture par l'un de ses camarades de classe, Pierre Matisse, fils du peintre Henri Matisse et futur marchand d'art à New York. Une toile de Giorgio De Chirico aperçue dans une galerie à Paris le décide à devenir peintre. Aidé par Marcel Duhamel, il s'installe dans un atelier près de la gare Montparnasse. Ses expériences automatistes et ses paysages oniriques le rapprochent des surréalistes, groupe auquel il adhère en 1925. Ses paysages minéraux, horizons linéaires, cartilages souples, êtres-objets fascinants, atmosphères oniriques où l'inconscient se veut souverain sont appréciés par les poètes.
Il tient sa première exposition personnelle à Paris en 1927. La même année, il épouse Jeannette Ducrocq (1896-1977).
André Breton écrira en 1941 : « L'apparition de Tanguy dans la lumière neptunienne de la voyance retend peu à peu le fil de l'horizon qui s'était brisé. Mais c'est avec lui un horizon nouveau, celui sur lequel va s'ordonner en profondeur le paysage non plus physique mais mental. […] Les êtres-objets strictement inventés qui peuplent ses toiles jouissent de leurs affinités propres qui traduisent de la seule heureuse manière — la manière non littérale — tout ce qui peut être objet d'émotion dans l'univers. »[réf. nécessaire]
Il participe d'octobre à novembre 1933 au 6e Salon des surindépendants avec le groupe surréaliste.
En 1938, au Salon des surindépendants, Tanguy découvre les tableaux de l'artiste américaine Kay Sage. Déclaré inapte au service militaire, il la rejoint aux États-Unis en 1940. Ils s'installent à Woodbury, au Connecticut, et se marient à Reno, au Nevada le 17 août 1940. Il devient citoyen américain en 1948.
Il meurt le 15 janvier 1955 d'une hémorragie cérébrale.
En 1963, après avoir établi le catalogue complet des œuvres de Tanguy, Kay Sage se suicide par balle. Les dernières volontés d'Yves Tanguy étaient que ses cendres soient dispersées en baie de Douarnenez non loin de Locronan, le village d'origine de sa famille. Son ami Pierre Matisse fut son exécuteur testamentaire.

## Œuvres
Huiles sur toile.
- L'Orage, 1926.
- Il faisait ce qu'il voulait, 1927, 80 × 65 cm, collection particulière[4].
- Maman, papa est blessé !, 1927.
- Rêveuse (dormeuse), 1927.
- Un grand tableau qui représente un paysage, 1927.
- Le Jour où je serai fusillé, 1927.
- Sans titre, 1927, 46 × 38 cm, musée d'Arts de Nantes.
- Quand on me fusillera, 1927, musée des Beaux-Arts de Brest.
- À quatre heures d'été, l'espoir, 1929.
- L'Oreiller de satin, 1929.
- Le Regard d'ambre, 1929.
- Parallèles, 1929.
- Roux en hiver, 1932.
- Le Ruban des excès, 1932.
- Le Fond de la Tour, 1933.
- Entre l'herbe et le vent, 1934.
- Jour de lenteur, 1937.
- Le Soleil dans son écrin, 1937.
- Composition, 1938.
- Ennui et tranquillité, 1938.
- Outre mer, 1939.
- Temps meublé, 1939.
- En lieu oblique, 1941, Collection Peggy Guggenheim, Venise.
- Dame à l'absence, 1942.
- Le Palais aux rochers de fenêtres, 1942.
- Par le feu, par les oiseaux, et non par la pierre, 1943.
- Réponse au rouge, 1943.
- Au hasard du soleil, 1947.
- D'une nuit à l'autre, 1947.
- Feu central, 1947.
- Rhabdomancie, 1947.
- Illustration pour l'Antitête, 1949.
- Reflet, 1951.
- Temps égaux, 1951.
- Les Transparents, 1951.
- Hekla, 1952.
- Nombres imaginaires, 1954.
- Divisibilité indéfinie, 1942.
- The Absent Lady, 1942.
- Mains et gants, 1946.

## Réception critique
« La qualité de la couleur chez Tanguy est une sorte de conscience laiteuse. Son univers est celui de l'homme primitif ou de l'enfant, un univers comestible […] Les tableaux de Tanguy nous placent à l'intérieur d'un globe gonflé de lait, au centre d'un immense sein maternel […] la peinture de Tanguy est tout entière nourriture… » − Marcel Jean, Histoire de la peinture surréaliste

## Expositions
- « Yves Tanguy », 17 juin-27 septembre 1982, Paris, musée national d'Art moderne.
- « Yves Tanguy », 15 mai-12 juillet 2002, Paris, galerie Malingue[6].
- « Yves Tanguy », 29 juin-30 septembre 2007 , musée des Beaux-Arts de Quimper.

### Filmographie
- Violons d'Ingres, 1939, court métrage de Jacques Brunius, où il joue le rôle d'un contrôleur du gaz[7].
- Yves Tanguy, derrière la grille de ses yeux bleus, réalisation de Fabrice Maze, production Seven Doc, 2007.